# Рискинд, Борис Яковлевич
Борис Яковлевич Рискинд (4.02.1923, Феодосия, Крым — 1989, Москва) — советский инженер-технолог, лауреат Ленинской премии.
В 1940—1941 гг. учился на механическом факультете Московского института химического машиностроения. С октября 1941 г. в эвакуации в Магнитогорске, работал техником-чертежником, литсотрудником многотиражной газеты в тресте «Магнитострой» (1942—1944).
В 1944 году зачислен на второй курс МГМИ, по окончании которого (1948) работал прорабом в запорожском тресте «Стальмонтаж», участвовал в восстановлении завода «Запорожсталь».
- 1951—1953 старший инженер Магнитогорского филиала Государственного института проектирования металлургических завододов (Гипромез).
- 1954—1956 старший инженер, руководитель бригады в Челябинском филиале Гипромеза, зав. отделом газеты «Челябинский строитель»,
- 1956—1959 начальник экспериментального цеха центральной строительной лаборатории треста «Челябметаллургстрой», одновременно научный сотрудник ВНИИ «Промстрой».
- В 1959—1974 гл. инженер лаборатории ЖБК, руководитель лабораторий арматуры (1961—66), арматуры и технологии армирования, с 1968 старший научный сотрудник УралНИИстромпроекта.
- 1974 начальник главного управления промышленности сборного железобетона Министерства стройматериалов СССР.

Кандидат технических наук. Автор 14 изобретений, около 50 научных публикаций.
Лауреат Ленинской премии (1961 — за разработку и внедрение в производство новой технологии натяжения арматуры с помощью электронагрева предварительно напряжённых ЖБК для промышленного и гражданского строительства).
Награждён орденом «Знак Почёта».